# Filosofia etiope
La filosofia etiope o filosofia abissina è il corpus filosofico dei territori delle attuali Etiopia ed Eritrea. Oltre che attraverso la tradizione orale, questo tipo di pensiero venne presto preservato anche in forma scritta attraverso i manoscritti nella lingua Ge'ez. Questa filosofia occupa una posizione unica all'interno della filosofia africana.

## Gli inizi della filosofia etiope
Il carattere della filosofia etiope è determinato dalle particolari condizioni di evoluzione della cultura etiope. Pertanto, la filosofia etiope nasce dalla confluenza della filosofia greca e patristica con i tradizionali modi di pensiero etiopi. A causa del precoce isolamento dalle fonti della spiritualità cristiana – Bisanzio e Alessandria – l’Etiopia ricevette parte della sua eredità filosofica attraverso le versioni arabe.
La letteratura sapienziale sviluppata in queste circostanze è il risultato di un duplice sforzo di assimilazione creativa: da un lato, di un adattamento dell'Ortodossia ai modi di pensiero tradizionali (mai sradicati), e viceversa, e, dall'altro lato, dell'assorbimento del pensiero pagano greco e della prima patristica in questa sintesi etiope-cristiana in via di sviluppo. Di conseguenza, prevale la riflessione morale dell'ispirazione religiosa e si preferisce l'uso della narrazione, della parabola, dell'aforisma e delle immagini ricche all'uso di argomentazioni astratte. Questa letteratura sapienziale è costituita da traduzioni e adattamenti di alcuni testi greci, in particolare del Fisiologo (ca. V secolo d.C.), Vita e massime di Skendes (XI secolo d.C.) e del Libro dei saggi filosofi (1510/22).

## Filosofia etiope matura
Nel XVII secolo, le credenze religiose degli etiopi vennero messe in discussione dall'adozione del cattolicesimo da parte del re Suseynos e dalla successiva presenza di missionari gesuiti. Il tentativo di imporre con la forza il cattolicesimo ai sudditi durante il regno di Suseynos ispirò un ulteriore sviluppo della filosofia etiope nel corso del XVII secolo. Zera Yacob (1599–1692) è l'esponente più importante di questa rinascita. Il suo trattato Hatata (1667) è un'opera spesso inclusa nello stretto canone della filosofia universale.

### Zera Yacob
Zera Yacob aveva una cultura interamente teologica. Sebbene di umili origini, si guadagnò il rispetto per le sue capacità intellettuali e continuò a studiare la tradizionale formazione teologica etiope. Zera Yacob padroneggiava la teologia copta e quella cattolica e aveva una conoscenza approfondita delle religioni ebraica e islamica. Il suo vademecum spirituale era il Libro dei Salmi di Davide, nel quale cercava conforto e ispirazione.
Conoscendo quindi due interpretazioni cristiane della Bibbia, nonché le altre due principali religioni abramitiche, e vedendo le contraddizioni tra di esse, Zera Yacob è portato a rifiutare l'autorità della tradizione etiope e di qualsiasi tradizione in generale. Egli giunge a pensare che la tradizione sia infestata da menzogne, perché gli uomini, nella loro arroganza, credono di sapere tutto e si rifiutano quindi di esaminare le cose con la propria mente, accettando ciecamente ciò che è stato trasmesso loro dai loro antenati. Il filosofo accetta quindi come unica autorità la sua ragione e accetta dalle Scritture e dai dogmi solo ciò che resiste a un'indagine razionale. Egli afferma che la ragione umana può trovare la verità, se la cerca e non si scoraggia di fronte alle difficoltà.
Così, attraverso il suo esame frammentario (questo è il significato della parola hatätä), Zera Yacob giunge a un argomento a favore dell'esistenza di Dio (un'essenza increata ed eterna), basato sull'impossibilità di una catena infinita di cause e sulla convinzione che la Creazione è buona, perché Dio è buono. Questa convinzione è alla base della critica della morale ascetica e di alcuni precetti morali ebraici e islamici. Identificando la volontà di Dio con ciò che è razionale, Zera Yacob rifiuta la maggior parte di questi precetti morali (ad esempio quelli riguardanti la poligamia, il digiuno o i divieti sessuali o alimentari) come blasfemi. Il filosofo etiope sembra pensare che è bene per coloro nella cui natura prevale il bene, ricordando così il modo di pensare espresso nella professione di fede dell'altro grande Zera Yaqob, ovvero l'imperatore del XV secolo.

### Walda Heywat
Zera Yacob ebbe un discepolo, Walda Heywat, quest'ultimo autore di un trattato filosofico nel quale veniva sistematizzato il pensiero del maestro. Heywat prestò maggiore attenzione ai problemi pratici ed educativi e cercò di collegare la filosofia di Zera Yacob con il tipo di saggezza espressa nella precedente letteratura sapienziale. Walda Heywat ricorre spesso a illustrazioni e parabole e spesso la fonte dei suoi esempi è il Libro dei filosofi saggi. Sebbene la sua opera sia probabilmente meno originale di quella del suo maestro, può essere considerata "più etiope", poiché rappresenta una sintesi attraverso la quale alcune idee generate dal rifiuto della tradizione da parte di Zera Yacob vengono unite alla saggezza tradizionale di ispirazione cristiana. È "più etiope" anche nel senso che affronta alcuni problemi pratici, sociali e morali che la maggior parte degli etiopi del suo tempo incontrava nella propria vita. Pertanto, l'opera di Walda Heywat è meno speculativa, ma di carattere più nazionale rispetto al trattato del suo maestro, Zera Yacob.